# David Rijser
David Rijser (Amsterdam, 14 juli 1956) is een Nederlandse classicus. Hij is emeritus hoogleraar Receptie van Klassieke Oudheid aan de Rijksuniversiteit Groningen. 

## Scholing en loopbaan
Na het Barlaeus Gymnasium doorlopen te hebben, studeerde Rijser klassieke talen aan de Universiteit van Amsterdam, waar hij in 1988 cum laude afstudeerde. Hierna volgde een loopbaan in de journalistiek en het middelbaar onderwijs (eveneens op het Barlaeus Gymnasium), waar Rijser doceerde in de filosofie, geschiedenis en Grieks en Latijn. In 2006 promoveerde hij aan zijn alma mater cum laude op een proefschrift over Rafaël en poëzie. Vervolgens verbleef Rijser verbonden aan de Amsterdamse universiteit als docent bij de opleiding klassieke talen.  
In 2019 werd Rijser benoemd tot bijzonder hoogleraar Recepties van de Klassieke Oudheid te Groningen. Deze post werd mede bekostigd door het Nederlands Klassiek Verbond. In deze hoedanigheid won hij in 2020 de Oikos publieksprijs. In juni 2024 nam Rijser afscheid als hoogleraar en ging hij met emeritaat.
Rijsers specialisme bestaat met name op het gebied van de doorwerking en invloed van het klassieke erfgoed tijdens de middeleeuwen en renaissance. Ook doet hij onderzoek naar de receptie van de Oudheid in hedendaagse populaire cultuur als film en tv-series. Naast zijn werk als wetenschapper schrijft Rijser met regelmaat recensies in het NRC en de Nederlandse Boekengids. 

## Publicaties (selectie)
- Raphael's Poetics. Art and Poetry in High Renaissance Rome, 2012
- Een telkens nieuwe Oudheid. Of: Hoe Tiberius in New Jersey belandde, 2016
- De portiek van de buren. Verbeeldingen van denken in de Oudheid, 2018
- 'Moverende redenen. De zintuigen tussen deze en de andere wereld in de Romeinse barok', in: Roma Aeterna (2020) 8.I, blz. 68-79.
- Arachne en de imams. Mediterrane cultuur als gedeelde antieke erfenis, 2024.

- Bibsys: 13071287
- Digitale Bibliotheek voor de Nederlandse Letteren: rijs021
- Gemeinsame Normdatei: 139234160
- International Standard Name Identifier: 0000 0001 1767 6953
- Library of Congress Control Number: n2020024724
- Nationale Bibliotheek van Israël: 987008898377605171
- Nederlandse Thesaurus van Auteursnamen: 181635550
- Système universitaire de documentation: 139816496
- Virtual International Authority File: 65984245